# 伊普斯威奇 (麻薩諸塞州)
伊普斯威奇（英語：Ipswich）是一個位於美國麻薩諸塞州艾塞克斯縣的鎮。

## 人口
根據2020年美國人口普查的數據，伊普斯威奇的面積為110.10平方千米，當中陸地面積為83.20平方千米，而水域面積為26.90平方千米。當地共有人口13785人，而人口密度為每平方千米125人。